# Primera División de Zambia 2019
La Primera División de Zambia 2019 (conocida como MTN/FAZ Super Division por razones de patrocinio) fue la 58.ª edición de la Primera División de Zambia, la liga más importante de Zambia. La temporada comenzó el 27 de enero y culminó el 29 de junio. Fue la primera vez que la liga sea dividida en 2 grupos con 10 equipos cada uno, además de contar con el debutante Circuit City FC.

## Ascensos y descensos
| Pos. | Descendidos de la Primera División 2018 |
| ---- | --------------------------------------- |
| 17.º | National Assembly FC                    |
| 18.º | Kabwe Youth SA                          |
| 19.º | Nchanga Rangers FC                      |
| 20.º | New Monze Swallows                      |

| Pos.  | Ascendidos de la Segunda División 2018 |
| ----- | -------------------------------------- |
| 1.ºZA | Circuit City FC                        |
| 1.ºZB | Mufulira Wanderers FC                  |
| 1.ºZC | Prison Leopards FC                     |
| 1.ºZD | Maestro United Zambia                  |

## Equipos participantes
| Pos.      | Equipo                | Ciudad   | Estadio                 | Capacidad |
| --------- | --------------------- | -------- | ----------------------- | --------- |
| 1         | ZESCO United FC       | Ndola    | Levy Mwanawasa Stadium  | 49800     |
| 2         | Nkana FC              | Kitwe    | Nkana Stadium           | 10000     |
| 3         | Green Buffaloes FC    | Lusaka   | Independence Stadium    | 30000     |
| 4         | Green Eagles FC       | Lusaka   | Independence Stadium    | 30000     |
| 5         | Zanaco FC             | Lusaka   | Sunset Stadium          | 5100      |
| 6         | Power Dynamos FC      | Kitwe    | Arthur Davies Stadium   | 15500     |
| 7         | Kabwe Warriors FC     | Kabwe    | Godfrey Chitalu Stadium | 10000     |
| 8         | Buildcon FC           | Ndola    | Levy Mwanawasa Stadium  | 49800     |
| 9         | Red Arrows FC         | Lusaka   | Nkoloma Stadium         | 5000      |
| 10        | Nkwazi FC             | Lusaka   | Edwin Imboela Stadium   | 6000      |
| 11        | Lusaka Dynamos FC     | Lusaka   | Sunset Stadium          | 5100      |
| 12        | Forest Rangers FC     | Ndola    | Levy Mwanawasa Stadium  | 49800     |
| 13        | Kitwe United FC       | Kitwe    | Arthur Davies Stadium   | 15500     |
| 14        | NAPSA Stars FC        | Lusaka   | Nkoloma Stadium         | 5000      |
| 15        | Nakambala Leopards FC | Mazabuka | Nakambala Stadium       | 5000      |
| 16        | Lumwana Radiants FC   | Solwezi  | Lumwana Football Pitch  | 3000      |
| 1 ZA (SD) | Circuit City FC       | Lusaka   | Nkoloma Stadium         | 5000      |
| 1 ZB (SD) | Mufulira Wanderers FC | Mufulira | Shinde Stadium          | 10000     |
| 1 ZC (SD) | Prison Leopards FC    | Kabwe    | Godfrey Chitalu Stadium | 10000     |
| 1 ZD (SD) | Maestro United Zambia | Lusaka   | Independence Stadium    | 30000     |

## Formato
Los 20 equipos juegan en dos grupos con 10 equipos cada uno juegan en 2 ruedas totalizando 18 juegos cada uno. Al término de la fase de grupos los ganadores de cada grupo jugarán la final y clasificarán a la Liga de Campeones de la CAF 2019-20 y los segundos jugarán la Copa Confederación de la CAF 2019-20, del otro lado los últimos de cada grupo descenderá a la Segunda División de Zambia 2020.

## Fase de grupos
Actualizado el 12 de junio de 2019

### Grupo A
| Pos. | Equipo                 | PJ | PG | PE | PP | GF | GC | DG  | Pts. | Clasificado a                                     |
| ---- | ---------------------- | -- | -- | -- | -- | -- | -- | --- | ---- | ------------------------------------------------- |
| 1    | ZESCO United           | 18 | 9  | 6  | 3  | 35 | 20 | +15 | 33   | Final y Liga de Campeones de la CAF 2019-20       |
| 2    | Zanaco FC              | 18 | 10 | 3  | 5  | 40 | 28 | +12 | 33   | 3er. Lugar y Copa Confederación de la CAF 2019-20 |
| 3    | Red Arrows FC          | 18 | 9  | 6  | 3  | 25 | 15 | +10 | 33   |                                                   |
| 4    | Kabwe Warriors FC      | 18 | 7  | 10 | 1  | 17 | 10 | +7  | 31   |                                                   |
| 5    | Lusaka Dynamos FC (*)  | 18 | 9  | 7  | 2  | 23 | 15 | +8  | 28   |                                                   |
| 6    | Green Buffaloes FC     | 18 | 4  | 8  | 5  | 16 | 16 | 0   | 20   |                                                   |
| 7    | Mufulira Wanderers FC  | 18 | 4  | 6  | 10 | 8  | 19 | -11 | 18   |                                                   |
| 8    | Nakambala Leopards     | 18 | 4  | 5  | 9  | 12 | 24 | -12 | 17   |                                                   |
| 9    | Kitwe United FC (D)    | 18 | 2  | 5  | 11 | 14 | 25 | -11 | 11   | Segunda División 2019-20                          |
| 10   | Prison Leopards FC (D) | 13 | 1  | 6  | 11 | 10 | 29 | -19 | 9    | Segunda División 2019-20                          |

(*) Se le restaron 6 puntos.

### Grupo B
| Pos. | Equipo                   | PJ | PG | PE | PP | GF | GC | DG  | Pts. | Clasificado a                                     |
| ---- | ------------------------ | -- | -- | -- | -- | -- | -- | --- | ---- | ------------------------------------------------- |
| 1    | Green Eagles FC          | 18 | 10 | 6  | 2  | 22 | 10 | +12 | 36   | Final y Liga de Campeones de la CAF 2019-20       |
| 2    | Buildcon FC              | 18 | 8  | 7  | 3  | 21 | 12 | +9  | 31   | 3er. Lugar y Copa Confederación de la CAF 2019-20 |
| 3    | Nkwazi FC                | 18 | 7  | 8  | 3  | 15 | 12 | +3  | 29   |                                                   |
| 4    | Forest Rangers FC        | 18 | 7  | 5  | 6  | 27 | 24 | +3  | 26   |                                                   |
| 5    | NAPSA Stars FC           | 18 | 5  | 9  | 4  | 21 | 19 | +2  | 24   |                                                   |
| 6    | Power Dynamos FC         | 18 | 6  | 6  | 6  | 19 | 20 | -1  | 24   |                                                   |
| 7    | Nkana FC                 | 18 | 5  | 8  | 5  | 26 | 27 | -1  | 23   |                                                   |
| 8    | Lumwana Radiants FC      | 18 | 3  | 7  | 8  | 14 | 19 | -5  | 16   |                                                   |
| 9    | Circuit City FC (D)      | 18 | 4  | 4  | 10 | 17 | 27 | -10 | 16   | Segunda División 2019-20                          |
| 10   | Manchester United ZA (D) | 18 | 2  | 6  | 10 | 8  | 20 | -12 | 12   | Segunda División 2019-20                          |

## Calendario

#### Primera vuelta
| Forest Ranger FC      | 1 - 0 | Green Eagles FC      | B | 27 de enero | 14:00 |
| Kabwe Warriors FC     | 1 - 1 | Lusaka Dynamos FC    | A | 27 de enero | 14:00 |
| Power Dynamos FC      | 2 - 0 | Manchester United ZA | B | 27 de enero | 14:00 |
| Mufulira Wanderers FC | 3 - 0 | Prison Leopards FC   | A | 27 de enero | 14:00 |
| Nakambala Leopards FC | 1 - 0 | Kitwe United FC      | A | 27 de enero | 14:00 |
| Buildcon FC           | 2 - 0 | Circuit City FC      | B | 27 de enero | 14:00 |
| Zanaco FC             | 4 - 1 | Red Arrows FC        | A | 27 de enero | 14:00 |
| NAPSA Stars FC        | 2 - 0 | Nkwazi FC            | B | 27 de enero | 14:00 |
| Green Buffaloes FC    | 0 - 1 | ZESCO Unirpted FC    | A | 30 de enero | 14:00 |
| Lumwana Radianst FC   | 2 - 2 | Nkana FC             | B | 30 de enero | 14:00 |

| Circuit City FC       | 1 - 0 | Lumwana Radianst FC   | B | 16 de febrero | 14:00 |
| Nkwazi FC             | 1 - 0 | Forest Ranger FC      | B | 16 de febrero | 14:00 |
| Prison Leopards FC    | 0 - 0 | Green Buffaloes FC    | A | 16 de febrero | 14:00 |
| Red Arrows FC         | 1 - 1 | Mufulira Wanderers FC | A | 16 de febrero | 14:00 |
| Green Eagles FC       | 2 - 0 | Power Dynamos FC      | B | 16 de febrero | 14:00 |
| Maestro United Zambia | 1 - 1 | Buildcon FC           | B | 16 de febrero | 14:00 |
| Kabwe Warriors FC     | 1 - 2 | Kitwe United FC       | A | 3 de febrero  | 14:00 |
| Lusaka Dynamos FC     | 2 - 5 | Zanako FC             | A | 3 de febrero  | 14:00 |
| Nkana FC              | 3 - 1 | NAPSA Stars FC        | B | 6 de febrero  | 14:00 |
| ZESCO United FC       | 2 - 0 | Nakambala Leopards FC | A | 6 de febrero  | 14:00 |

| NAPSA Stars FC        | 1 - 1 | Circuit City FC       | B | 9 de febrero  | 14:00 |
| Forest Ranger FC      | 2 - 2 | Nkana FC              | B | 9 de febrero  | 14:00 |
| Mufulira Wanderers FC | 0 - 0 | Lusaka Dynamos FC     | A | 9 de febrero  | 14:00 |
| Maestro United Zambia | 0 - 1 | Green Eagles FC       | B | 9 de febrero  | 14:00 |
| Buildcon FC           | 4 - 1 | Lumwana Radianst FC   | B | 9 de febrero  | 14:00 |
| Green Buffaloes FC    | 3 - 0 | Nakambala Leopards FC | A | 9 de febrero  | 14:00 |
| Prison Leopards FC    | 1 - 1 | Red Arrows FC         | A | 9 de febrero  | 14:00 |
| Power Dynamos FC      | 0 - 1 | Nkwazi FC             | B | 9 de febrero  | 14:00 |
| Zanaco FC             | 4 - 3 | Kitwe United FC       | A | 10 de febrero | 14:00 |
| Kabwe Warriors FC     | -     | ZESCO United FC       | A | Pospuesto     | 14:00 |

| Circuit City FC       | 2 - 1 | Forest Ranger FC      | B | 2 de febrero  | 14:00 |
| Green Eagles FC       | 1 - 0 | Buildcon FC           | B | 2 de febrero  | 14:00 |
| Red Arrows FC         | 1 - 0 | Green Buffaloes FC    | A | 2 de febrero  | 14:00 |
| Lumwana Radianst FC   | 0 - 1 | NAPSA Stars FC        | B | 2 de febrero  | 14:00 |
| Nkana FC              | 0 - 2 | Power Dynamos FC      | B | 2 de febrero  | 14:00 |
| Nakambala Leopards FC | 1 - 1 | Kabwe Warriors FC     | A | 2 de febrero  | 14:00 |
| Kitwe United FC       | 2 - 0 | Mufulira Wanderers FC | A | 2 de febrero  | 14:00 |
| Lusaka Dynamos FC     | 0 - 1 | Prison Leopards FC    | A | 2 de febrero  | 14:00 |
| Nkwazi FC             | 1 - 0 | Maestro United Zambia | B | 2 de febrero  | 14:00 |
| ZESCO United FC       | 0 - 0 | Zanaco FC             | A | 17 de febrero | 14:00 |

| Forest Rangers FC     | 1 - 1 | Lumwana Radianst FC   | B | 22 de febrero | 14:00 |
| Mufulira Wanderers FC | -     | ZESCO United FC       | A | Pospuesto     | 14:00 |
| Maestro United Zambia | -     | Nkana FC              | B | Pospuesto     | 14:00 |
| Buildcon FC           | 1 - 1 | NAPSA Stars FC        | B | 23 de febrero | 14:00 |
| Zanaco FC             | 1 - 0 | Nakambala Leopards FC | A | 23 de febrero | 14:00 |
| Red Arrows FC         | 0 - 1 | Lusaka Dynamos FC     | A | 23 de febrero | 14:00 |
| Green Buffaloes FC    | 1 - 1 | Kabwe Warriors FC     | A | 23 de febrero | 14:00 |
| Prison Leopards FC    | 1 - 1 | Kitwe United FC       | A | 23 de febrero | 14:00 |
| Power Dynamos FC      | 2 - 1 | Circuit City FC       | B | 23 de febrero | 14:00 |
| Green Eagles FC       | 0 - 1 | Nkwazi FC             | B | 23 de febrero | 14:00 |

|  |  |  |  | 2 de febrero | 14:00 |
|  |  |  |  | 2 de febrero | 14:00 |
|  |  |  |  | 2 de febrero | 14:00 |
|  |  |  |  | 2 de febrero | 14:00 |
|  |  |  |  | 2 de febrero | 14:00 |
|  |  |  |  | 2 de febrero | 14:00 |
|  |  |  |  | 3 de febrero | 14:00 |
|  |  |  |  | 3 de febrero | 14:00 |
|  |  |  |  | 6 de febrero | 14:00 |
|  |  |  |  | 6 de febrero | 14:00 |

|  |  |  |  | 2 de febrero | 14:00 |
|  |  |  |  | 2 de febrero | 14:00 |
|  |  |  |  | 2 de febrero | 14:00 |
|  |  |  |  | 2 de febrero | 14:00 |
|  |  |  |  | 2 de febrero | 14:00 |
|  |  |  |  | 2 de febrero | 14:00 |
|  |  |  |  | 3 de febrero | 14:00 |
|  |  |  |  | 3 de febrero | 14:00 |
|  |  |  |  | 6 de febrero | 14:00 |
|  |  |  |  | 6 de febrero | 14:00 |

|  |  |  |  | 2 de febrero | 14:00 |
|  |  |  |  | 2 de febrero | 14:00 |
|  |  |  |  | 2 de febrero | 14:00 |
|  |  |  |  | 2 de febrero | 14:00 |
|  |  |  |  | 2 de febrero | 14:00 |
|  |  |  |  | 2 de febrero | 14:00 |
|  |  |  |  | 3 de febrero | 14:00 |
|  |  |  |  | 3 de febrero | 14:00 |
|  |  |  |  | 6 de febrero | 14:00 |
|  |  |  |  | 6 de febrero | 14:00 |

|  |  |  |  | 2 de febrero | 14:00 |
|  |  |  |  | 2 de febrero | 14:00 |
|  |  |  |  | 2 de febrero | 14:00 |
|  |  |  |  | 2 de febrero | 14:00 |
|  |  |  |  | 2 de febrero | 14:00 |
|  |  |  |  | 2 de febrero | 14:00 |
|  |  |  |  | 3 de febrero | 14:00 |
|  |  |  |  | 3 de febrero | 14:00 |
|  |  |  |  | 6 de febrero | 14:00 |
|  |  |  |  | 6 de febrero | 14:00 |

#### Segunda vuelta
| Forest Ranger FC      | 1 - 0 | Green Eagles FC       | B | 27 de enero | 14:00 |
| Kabwe Warriors FC     | 1 - 1 | Lusaka Dynamos FC     | A | 27 de enero | 14:00 |
| Power Dynamos FC      | 2 - 0 | Maestro United Zambia | B | 27 de enero | 14:00 |
| Mufulira Wanderers FC | 3 - 0 | Prison Leopards FC    | A | 27 de enero | 14:00 |
| Nakambala Leopards FC | 1 - 0 | Kitwe United FC       | A | 27 de enero | 14:00 |
| Buildcon FC           | 2 - 0 | Circuit City FC       | B | 27 de enero | 14:00 |
| Zanaco FC             | 4 - 1 | Red Arrows FC         | A | 27 de enero | 14:00 |
| NAPSA Stars FC        | 2 - 0 | Nkwazi FC             | B | 27 de enero | 14:00 |
| Green Buffaloes FC    | 0 - 1 | ZESCO Unirpted FC     | A | 30 de enero | 14:00 |
| Lumwana Radianst FC   | 2 - 2 | Nkana FC              | B | 30 de enero | 14:00 |

|  |  |  |       | 2 de febrero | 14:00 |
|  |  |  |       | 2 de febrero | 14:00 |
|  |  |  | 14:00 | 2 de febrero |       |
|  |  |  |       | 2 de febrero | 14:00 |
|  |  |  |       | 2 de febrero | 14:00 |
|  |  |  |       | 2 de febrero | 14:00 |
|  |  |  |       | 3 de febrero | 14:00 |
|  |  |  |       | 3 de febrero | 14:00 |
|  |  |  |       | 6 de febrero | 14:00 |
|  |  |  |       | 6 de febrero | 14:00 |

|  |  |  |  | 2 de febrero | 14:00 |
|  |  |  |  | 2 de febrero | 14:00 |
|  |  |  |  | 2 de febrero | 14:00 |
|  |  |  |  | 2 de febrero | 14:00 |
|  |  |  |  | 2 de febrero | 14:00 |
|  |  |  |  | 2 de febrero | 14:00 |
|  |  |  |  | 3 de febrero | 14:00 |
|  |  |  |  | 3 de febrero | 14:00 |
|  |  |  |  | 6 de febrero | 14:00 |
|  |  |  |  | 6 de febrero | 14:00 |

|  |  |  |  | 2 de febrero | 14:00 |
|  |  |  |  | 2 de febrero | 14:00 |
|  |  |  |  | 2 de febrero | 14:00 |
|  |  |  |  | 2 de febrero | 14:00 |
|  |  |  |  | 2 de febrero | 14:00 |
|  |  |  |  | 2 de febrero | 14:00 |
|  |  |  |  | 3 de febrero | 14:00 |
|  |  |  |  | 3 de febrero | 14:00 |
|  |  |  |  | 6 de febrero | 14:00 |
|  |  |  |  | 6 de febrero | 14:00 |

|  |  |  |  | 2 de febrero | 14:00 |
|  |  |  |  | 2 de febrero | 14:00 |
|  |  |  |  | 2 de febrero | 14:00 |
|  |  |  |  | 2 de febrero | 14:00 |
|  |  |  |  | 2 de febrero | 14:00 |
|  |  |  |  | 2 de febrero | 14:00 |
|  |  |  |  | 3 de febrero | 14:00 |
|  |  |  |  | 3 de febrero | 14:00 |
|  |  |  |  | 6 de febrero | 14:00 |
|  |  |  |  | 6 de febrero | 14:00 |

|  |  |  |  | 2 de febrero | 14:00 |
|  |  |  |  | 2 de febrero | 14:00 |
|  |  |  |  | 2 de febrero | 14:00 |
|  |  |  |  | 2 de febrero | 14:00 |
|  |  |  |  | 2 de febrero | 14:00 |
|  |  |  |  | 2 de febrero | 14:00 |
|  |  |  |  | 3 de febrero | 14:00 |
|  |  |  |  | 3 de febrero | 14:00 |
|  |  |  |  | 6 de febrero | 14:00 |
|  |  |  |  | 6 de febrero | 14:00 |

|  |  |  |  | 2 de febrero | 14:00 |
|  |  |  |  | 2 de febrero | 14:00 |
|  |  |  |  | 2 de febrero | 14:00 |
|  |  |  |  | 2 de febrero | 14:00 |
|  |  |  |  | 2 de febrero | 14:00 |
|  |  |  |  | 2 de febrero | 14:00 |
|  |  |  |  | 3 de febrero | 14:00 |
|  |  |  |  | 3 de febrero | 14:00 |
|  |  |  |  | 6 de febrero | 14:00 |
|  |  |  |  | 6 de febrero | 14:00 |

|  |  |  |  | 2 de febrero | 14:00 |
|  |  |  |  | 2 de febrero | 14:00 |
|  |  |  |  | 2 de febrero | 14:00 |
|  |  |  |  | 2 de febrero | 14:00 |
|  |  |  |  | 2 de febrero | 14:00 |
|  |  |  |  | 2 de febrero | 14:00 |
|  |  |  |  | 3 de febrero | 14:00 |
|  |  |  |  | 3 de febrero | 14:00 |
|  |  |  |  | 6 de febrero | 14:00 |
|  |  |  |  | 6 de febrero | 14:00 |

|  |  |  |  | 2 de febrero | 14:00 |
|  |  |  |  | 2 de febrero | 14:00 |
|  |  |  |  | 2 de febrero | 14:00 |
|  |  |  |  | 2 de febrero | 14:00 |
|  |  |  |  | 2 de febrero | 14:00 |
|  |  |  |  | 2 de febrero | 14:00 |
|  |  |  |  | 3 de febrero | 14:00 |
|  |  |  |  | 3 de febrero | 14:00 |
|  |  |  |  | 6 de febrero | 14:00 |
|  |  |  |  | 6 de febrero | 14:00 |

## Tercer Lugar
| Local     | Resultado | Visita      | Fecha       |
| --------- | --------- | ----------- | ----------- |
| Zanaco FC | 1 - 3     | Buildcon FC | 29 de junio |

## Final
| Local               | Resultado     | Visita          | Fecha       |
| ------------------- | ------------- | --------------- | ----------- |
| ZESCO United FC (C) | 0 - 0 (3-1 P) | Green Eagles FC | 29 de junio |